# Theater Maas
Theater Maas is een cultureel televisieprogramma van de AVROTROS dat wordt uitgezonden op NPO 2 en wordt gepresenteerd door Cornald Maas.

## Seizoenen
Seizoen 1 werd begin 2021 uitgezonden met de volgende opzet: samen met een gast uit het theatervak werden aankomende voorstellingen besproken, zodoende was iedere aflevering een kleine theatergids. Daarnaast deelde de gast achtergrondinformatie uit zijn of haar eigen leven en carrière. En omdat het begin 2021 de vraag was of de besproken voorstellingen (vanwege de coronapandemie) daadwerkelijk door konden gaan, werd er ook aandacht geschonken aan het online aanbod.
Seizoen 2 startte op 31 mei 2023 en speelde zich af rondom het Nederlands Theater Festival.
Seizoen 3 startte op 29 mei 2024 en heeft een soortgelijke opzet als seizoen 2.